# Herb Szczecina
Herb Szczecina – jeden z symboli miejskich Szczecina.

## Wygląd i symbolika
Herb przedstawia na niebieskiej tarczy ukoronowaną głowę gryfa  o czerwonych piórach. Korona oraz dziób są koloru złotego. Proporcje wysokości do szerokości herbu wynoszą 1:0,75 (4:3), w dolnej części ma kształt łuku. Krawędź tarczy jest obramowana kolorem złotym.
Herb nawiązuje do symbolu książąt z dynastii Gryfitów.

## Historia
Gryf pojawił się już na pieczęciach miejskich z XIII wieku. Współczesny wzór obowiązuje dopiero od ok. 1360 r., jednak kolor tarczy z tamtego okresu nie jest znany. Po 1660 r. zostały dodane przez króla szwedzkiego Karola IX dwa lwy, podtrzymujące z obu stron głowę gryfa z koroną. Data usunięcia lwów nie jest znana.
2 grudnia 1996 herb został ustanowiony przez Radę Miejską w Szczecinie, utrzymany w mocy przez § 2 uchwały w sprawie przyjęcia statutu z 14 grudnia 2004 roku.

Herby Szczecina
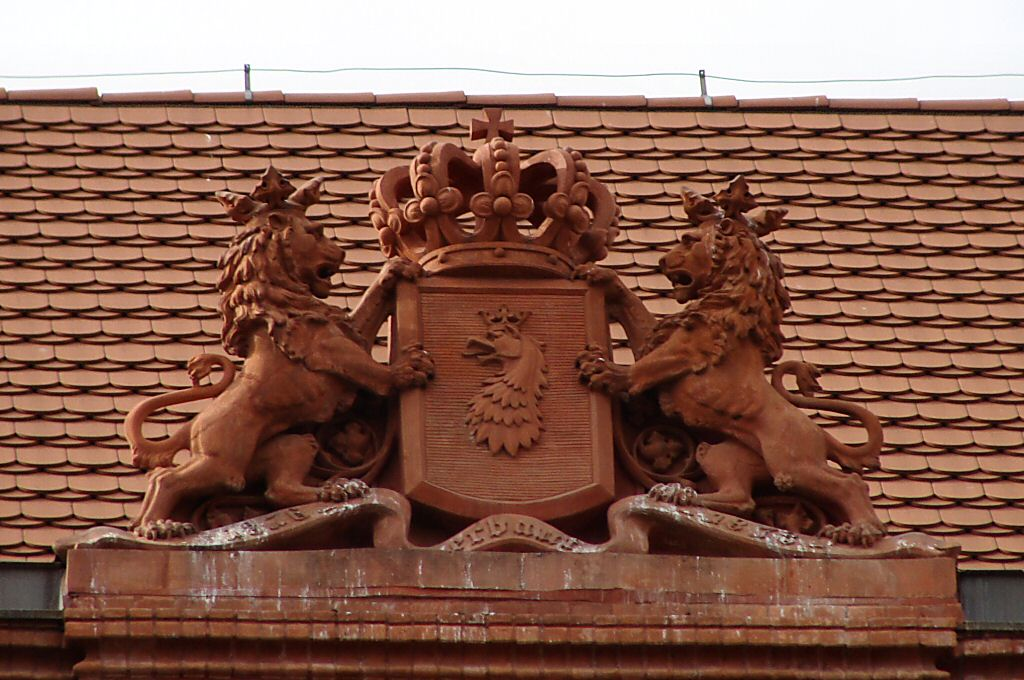
Herb Szczecina z lwami na gmachu Czerwonego Ratusza
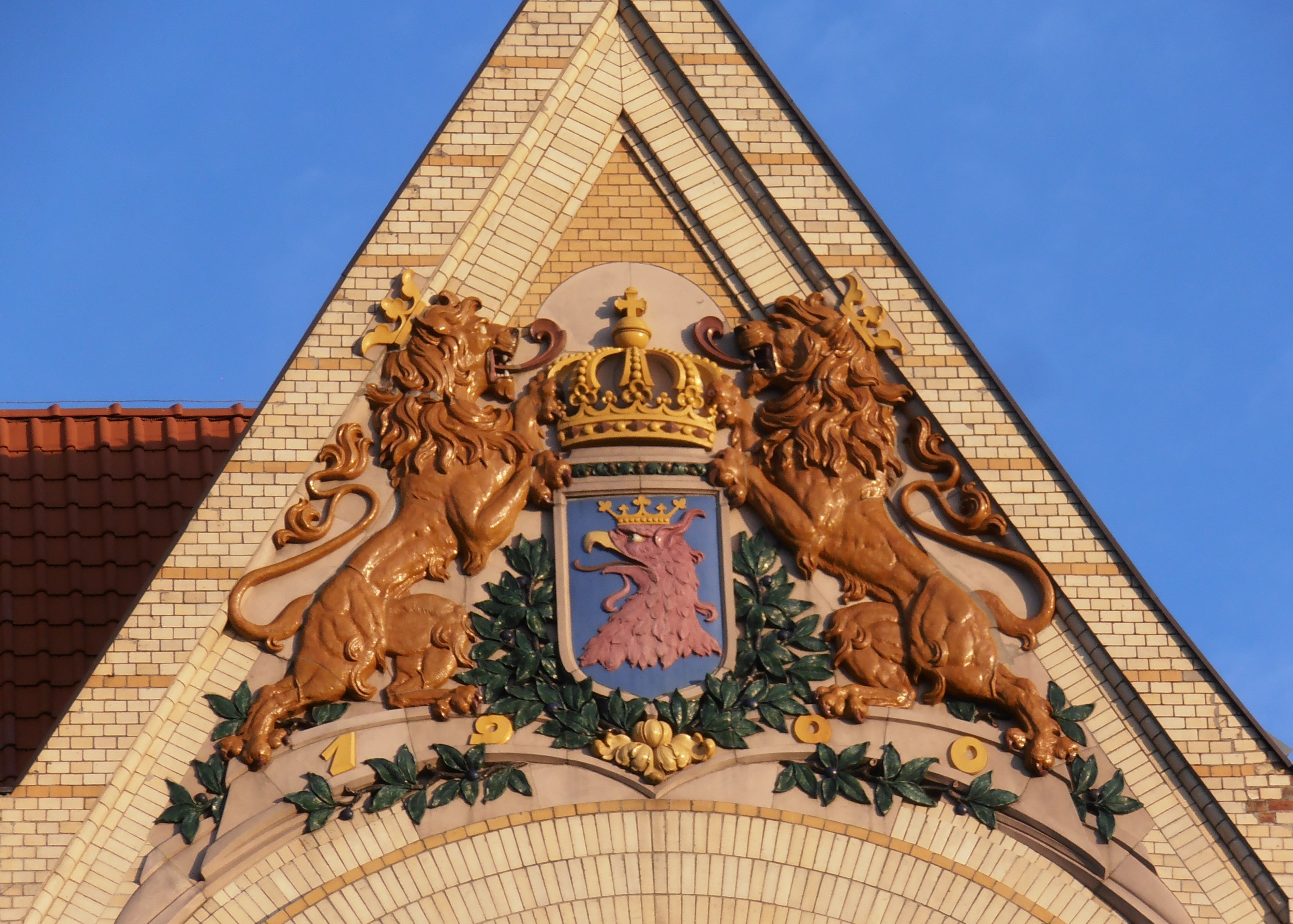
Herb Szczecina na gmachu Wydziału Elektrycznego Zachodniopomorskiego Uniwersytetu Tehnologicznego (ul. Sikorskiego 37)
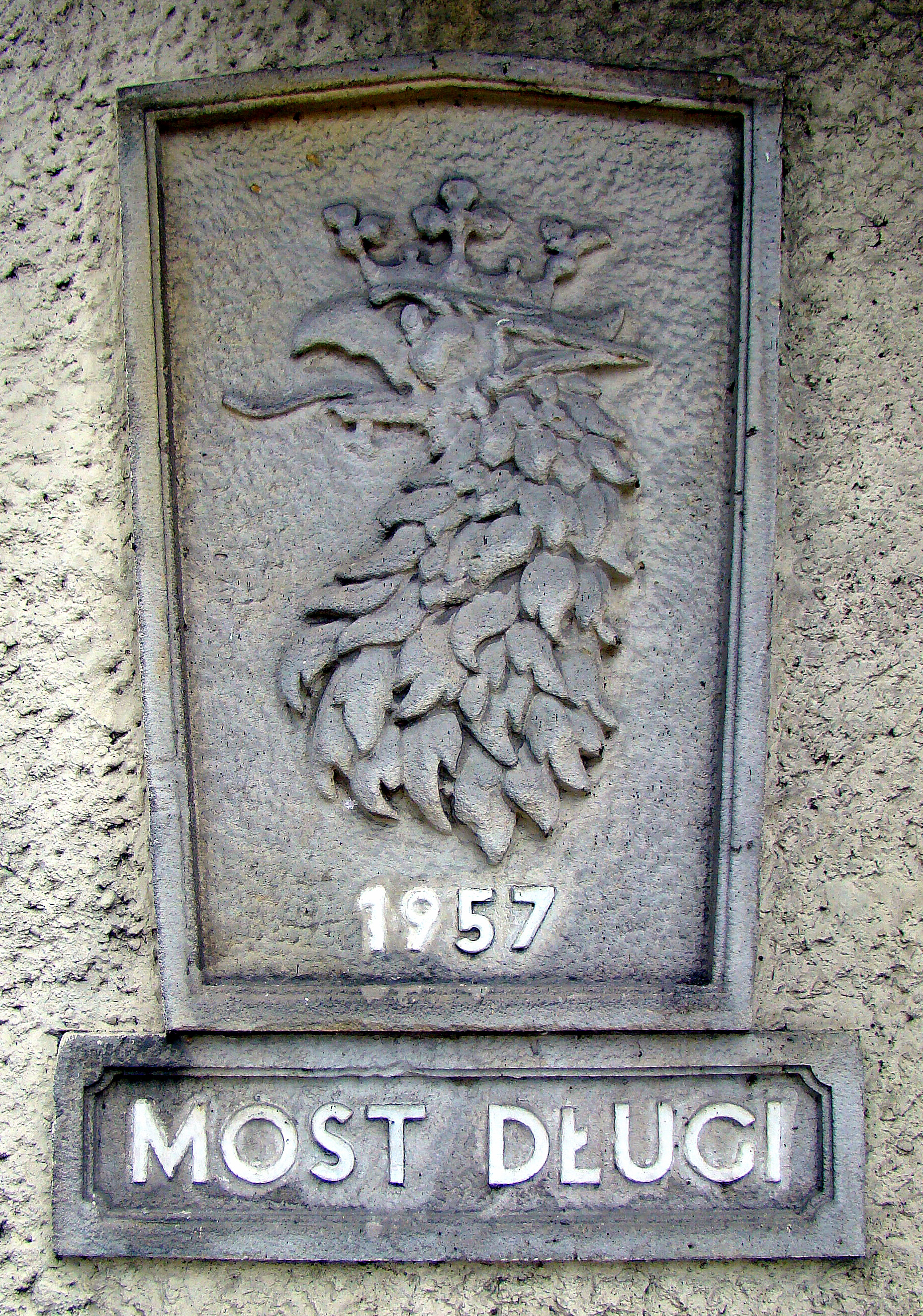
Herb Szczecina przy Moście Długim
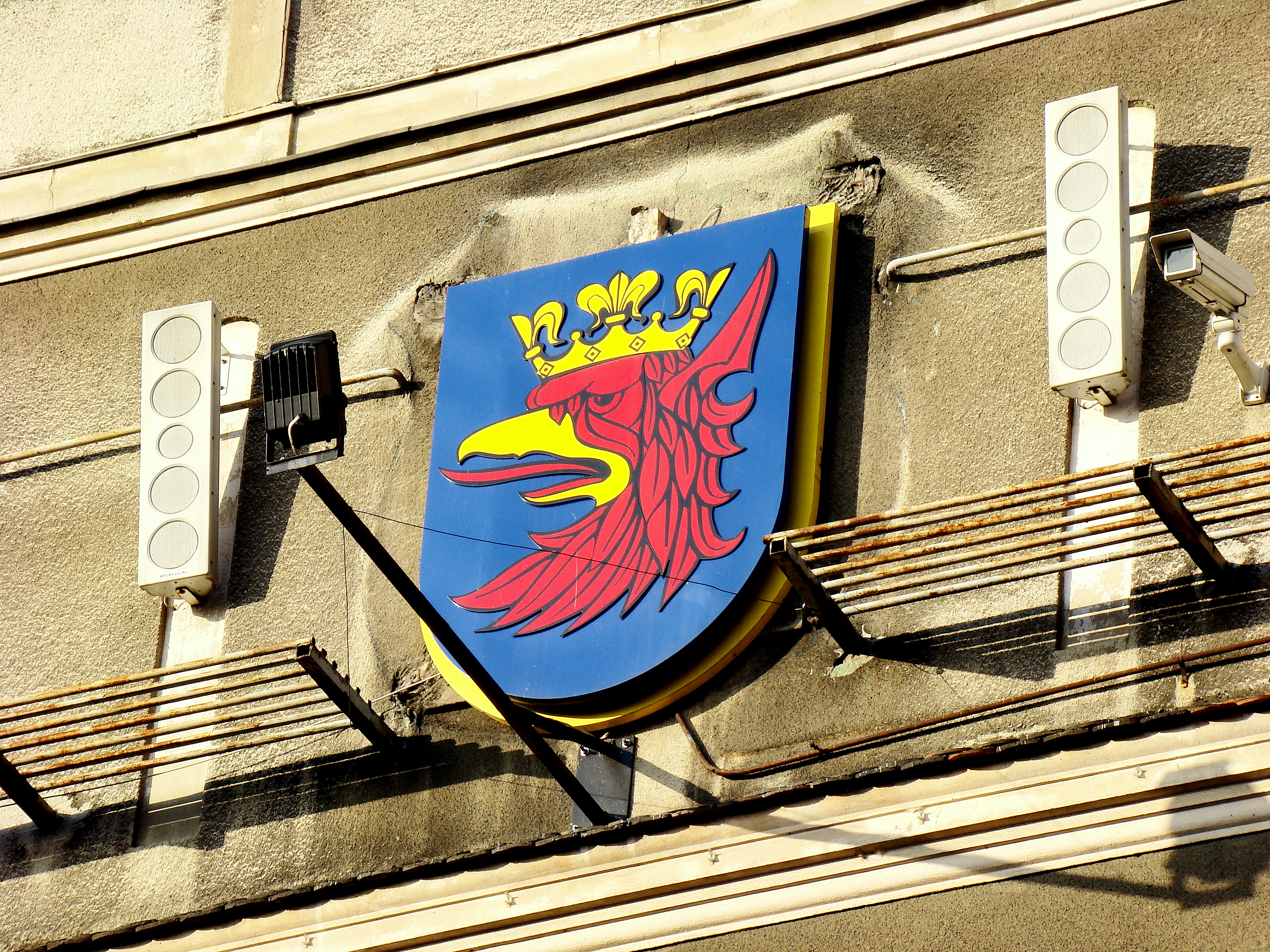
Herb Szczecina na gmachu Urzędu Miasta (sprzed renowacji fasady)